# Bogle (Tänzer)
Bogle, eigentlich Gerald Levy (* 22. August 1964 in Kingston; † 20. Januar 2005 ebenda) war ein jamaikanischer Tänzer in der dortigen Dancehall-Szene und der Anführer der Black Roses Crew.
Er wurde in Kingstons Armenviertel Trenchtown geboren und gelangte durch das Tanzen zu einer enormen Popularität. Viele bekannte Tänze wurden von ihm erfunden. Zu seinen berühmten Tanzkreationen gehören unter anderem: der „log on“, der „zip it up“, der „pop it“ und der „Bogle“. Er kannte viele Dancehallartists persönlich und sie haben seine Tänze in ihren Liedern verwertet. Bogle wurde an einer Tankstelle in Kingston durch ein Drive-by-Shooting ermordet.